# Zarema Sadoelajeva
Zarema Sadoelajeva (Russisch: Зарема Садулаева) (1974 - Tsjernoretstje (Tsjetsjenië) 11 augustus 2009) was een Russische mensenrechtenactiviste.
Sadoelajeva stond aan het hoofd van de onafhankelijke organisatie 'Red de volgende generatie' (Russisch: Спасём поколение, Spasjom pokolenije), die sinds 2001 kinderen en jongeren in het vroegere oorlogsgebied Tsjetsjenië psychologische en medische hulp verleende. In 2005 was de vorige voorzitter van de organisatie, Moerad Moeradov, ontvoerd en vermoord.
Sadoelajeva werd in augustus 2009 in Tsjernoretstje, een voorstad van de Tsjetsjeense hoofdstad Grozny samen met haar echtgenoot Alik (Oemar) Dsjabrailov teruggevonden in de kofferruimte van hun wagen, nadat zij de dag daarvoor waren ontvoerd en vervolgens doodgeschoten. Beiden waren niet politiek actief.